# قط آسيوي (جنس)
القط الآسيوي (الاسم العلمي: Prionailurus) جنس يضم عدداً من القطط الصغيرة الأسيوية وُصفت من قبل نيكولاي ألكسيفيتش سيفرتسوف سنة 1858.
تتميز بذيل قصير وسميك وعيون كبيرة. تعيش عادة في الغابات وتتغذى أساساً على الأسماك والحيوانات المائية الأخرى.

## الأنواع
- القط النمري (Prionailurus bengalensis)
- قط سوندا النمري

(Prionailurus javanensis)
- القط مسطح الرأس (Prionailurus planiceps)
- السنور صدئ الرقط (Prionailurus rubiginosus)
- القط السماك (Prionailurus viverrinus)